# I'll Go Crazy (James Brown)
I'll Go Crazy è un brano musicale scritto da James Brown e pubblicato da James Brown con The Famous Flames nel 1960.

## Tracce
- Side A

1. I'll Go Crazy

- Side B

1. I Know It's True

## Formazione
- James Brown – voce
- Bobby Byrd – voce
- Bobby Bennett – voce
- Baby Lloyd Stallworth - voce
- Johnny Terry – voce
- Willie Johnson – voce
- J.C. Davis – sassofono
- Bobby Roach – chitarra
- Bernard Odum – basso
- Nat Kendrick – batteria
- Sonny Thompson – piano
- James McGary – sassofono